# 紋章 (幻想水滸伝シリーズ)
紋章（もんしょう）とは、『幻想水滸伝シリーズ』に登場する概念の1つである。

## 概要
紋章を大きく分類すると、魔法が使えるようになるもの、特殊な技や能力が使用できるもの、特殊な効果が得られるものの3系統となる。魔法の紋章は、「火」「水」「雷」「風」「土」の五行の紋章が主流である。
紋章を宿せる部位は、額・右手・左手の3箇所（『幻想水滸伝』では部位の区別なく1箇所のみ）であるが、紋章によっては宿せる部位が限定されているものもある。

### 魔法使いと紋章師
この世界において魔法を使う者の大半は、単純に魔法を使うだけの魔法使いと、紋章を人に宿したり外したりする技術を有する紋章師である。基本的に両者は魔法の知識に精通し、魔力の点でも優れているという共通点があるが、紋章師はそれ以外の知識や技術を有するのが特徴。例としては封印球を材料に魔法を誰でも簡単に使える使い捨ての道具「札」を生み出したり、封印球の欠片を集めて封印球に戻すなど。ただし、魔法使いの中には組み合わせ魔法を発明したクロウリー（『I』）がいるという事例もあり、単純に紋章師が魔法使いより優れていると断言できない。
この他、札作りに特化した札職人や、ファレナ女王国に仕える紋章魔法専門の官吏である紋章官が存在している。

### 紋章砲
太陽暦292年に初めて歴史の表舞台に登場した紋章兵器。紋章と魔力を込めた砲弾を撃ち出すため、破壊力・射程の双方で従来の飛び道具や紋章魔法を超越していた。
最初にこれを配備したのは群島諸国のミドルポート艦隊で、艦載砲として使われた。以後、群島諸国やクールーク皇国で艦載砲としてだけではなく陸上砲としても使われるようになり、群島諸国で活動する海賊たちもこれに倣って自分達の海賊船に搭載した。その後のガイエン公国とクールーク皇国との戦争や群島解放戦争（『IV』）において紋章砲は大々的に使われ、海戦における基幹兵器として重宝された。しかし、群島解放戦争終戦後に紋章砲は歴史の表舞台から消えていった。
紋章砲発明のきっかけはミドルポート在住の老魔法使いウォーロック（『IV』）が太陽暦290年か291年に、召喚魔法で異世界から「巨大樹」を召喚したのが始まりである。異世界の生物である「巨大樹」はその体にある枝に魔力の結晶体である実を生らせており、ウォーロックはこの実を球体に成型・加工することで紋章砲の砲弾を作り上げた。次に、同じく異世界から召喚された生物「眼魚」から、眼である「邪眼」を取り出して加工することでレンズ状の砲門を作り、この砲門に紋章魔法を封じ込めた紋章砲弾を通すことで力を一気に増幅し、発射する魔力的な仕組みが出来上がり、かくして紋章砲は完成した。
これと時を同じくして海で未知の生物が出没し、船を襲うといった事件が起こるようになり、発明者のウォーロックは次第にこれらの事件と紋章砲との間に何らかの因果関係があると考え始めた。しかし、すでに紋章砲はこれを「売れば大きな利益が見込める」として着目したミドルポートの領主シュトルテハイム・ラインバッハ2世（『IV』）によって各方面に売り捌かれており、全ての紋章砲を回収・破壊する事は困難となっていた。そのためウォーロックは紋章砲の製造法を誰にも教えていないことを利用し、最大の消耗品である紋章砲弾の材料の「巨大樹」を詳細を伝えぬまま巨大紋章砲の砲弾とセットでクールーク皇国に売却し、「眼魚」は自らの拠点である地下研究室の隠し部屋に封印した。そして、群島解放戦争末期におけるエルイール要塞の戦いで、要塞を支える構造材としても使われていた「巨大樹」は『IV』主人公達によって倒され、紋章砲弾の生産は完全にストップした。それから程なくしてウォーロックは紋章砲を危険視する一派から「紋章砲を世界に広げた罪を償え」と襲われ、殺されたので紋章砲の生産方法は失われたかに思われた（この後の詳細は『Rhapsodia』を参照）。
それ以来、紋章砲は表立って用いられることはなくなっているが、ごく一部は保管あるいは難破した船に残されていた。また、群島諸国連合の軍艦には紋章砲が搭載されていたが、こちらも長らく実戦で使用される事はなく、結果として少数の紋章弾が残されていたことが確認されているものの、それらも全て太陽暦450年ごろにネリスとヤール（ともに『V』）によって破壊されている。

## 27の真の紋章
27の真の紋章とは、通常の紋章よりも強力な力を持つもので、幻想水滸伝シリーズの世界観においては世界の根源と考えられている。作中に登場する「古い本」で創世の物語が語られており、その要約は以下のとおりである。
真の紋章自体が意思を持っているとされており、継承者が死亡した場合に次の継承者を見定めたり、相応しい者がいなければ自ら封印することもあるという。真の紋章を宿した者は絶大な力を手に入れ、不老の身（不死ではない）となるが、同時に紋章の呪いに苦しめられることになる。ただし、宿主が真の紋章によって認められた場合、呪いから解放されるとされている。
真の紋章は1人で複数宿すことはできない。そのため複数の真の紋章を入手したハルモニア神聖国の神官長ヒクサクは、自身のクローンを作り出して紋章の保管庫としている。また、真の紋章は通常の封印球に封じることはできないが、シンダル族は真の紋章を封じる秘術を有していたと伝えられている。
基本的には紋章の形で存在しているが、まれに剣に姿を変えているもの（星辰剣）や、力を暴走させて化身となって実体化しているものも存在しているものもある。
以下、『幻想水滸伝V』までに登場した真の紋章（18種類）を五十音順に列記する。なお、継承者や眷属は明言されているもののみを記載してある。

### 円の紋章
- 継承者 - ヒクサク

「秩序」と「停滞」を司る紋章。紀元以前よりハルモニア神聖国の神官長ヒクサクが宿し続けているとされるが、設定のみでシリーズにおいて未登場であるため詳細は不明。

### 獣の紋章
- 継承者 - ブライト皇家→行方不明
- 眷属 - 獣魔の紋章

ハイランド王国がハルモニア神聖国から独立する際に、初代ハイランド皇王マウロ・ブライトがハルモニア神聖国より「破壊と守護の象徴」として賜った。マウロはそれを皇都ルルノイエの宮殿に封印したが、後年ルカ・ブライトがジョウストン都市同盟侵攻の際に同盟軍の兵士や民間人を生贄として捧げ、その力をもって都市同盟をはじめ、世界を破滅させようと企てた。

### 真なる五行の紋章
世界を構成する5つの要素を司る真の紋章の総称で、5つ全て集めると世界を滅ぼすほどの力を発揮するとされている。

#### 真なる火の紋章
- 継承者 - 炎の英雄→（炎の英雄の待つ地に封印）→ヒューゴorクリス・ライトフェローorゲド→（破壊者によって強奪）→ヒューゴorクリス・ライトフェローorゲド
- 眷属 - 火の紋章・烈火の紋章・烈火剣の紋章

グラスランドの英雄“炎の英雄”が宿していたとされる紋章で、名前の由来にもなっている。太陽暦422年のグラスランドとハルモニア神聖国との抗争の最中に暴走し、グラスランドを7日7晩燃やし続けている（炎の英雄が封印するきっかけとなっている）。『幻想水滸伝III』では、プレイヤーの選択によって継承者が異なる。なお、漫画版ではヒューゴが継承している。

#### 真なる水の紋章
- 継承者 - ワイアット・ライトフェロー（ジンバ）→（シンダル遺跡に封印）→クリス・ライトフェローorヒューゴ→（破壊者によって強奪）→クリス・ライトフェローorヒューゴ
- 眷属 - 水の紋章・流水の紋章・流水剣の紋章

“炎の英雄”を補佐したワイアット・ライトフェローが宿していた紋章。ワイアットがシンダルの秘術によって封印していたが、太陽暦475年に破壊者によって封印が解かれている。『幻想水滸伝III』ではプレイヤーの選択によって継承者が異なる。なお、漫画版ではクリスが継承している。

#### 真なる雷の紋章
- 継承者 - ゲド（→ヒューゴ）→（破壊者によって強奪）→ゲドorヒューゴ
- 眷属 - 雷の紋章・雷鳴の紋章・雷鳴剣の紋章

“炎の英雄”を補佐したゲドが宿している紋章。太陽暦400年ごろにゲドが継承しているが、継承の経緯は明言されていない。『幻想水滸伝III』ではプレイヤーの選択によって継承者が異なる。なお、漫画版ではゲドが引き続き宿している。

#### 真なる風の紋章
- 継承者 - ルック→行方不明
- 眷属 - 風の紋章・旋風の紋章・旋風剣の紋章

ルックが宿していた紋章。ルックはハルモニア神聖国の神官長ヒクサクのクローンであり、「真なる風の紋章」の器として生み出されているが、何らかの原因で紋章と魂が融合した状態となっている（幻想水滸伝シリーズのキャラクター一覧の「ルック」を参照）。太陽暦475年にグラスランドのシンダル遺跡において、ルックとともに行方不明となっている。
『幻想水滸伝』および『幻想水滸伝II』にはルックは登場するが、紋章として宿していない。これはササライが近くにいないと安定した紋章の力が発揮できないため封じており、『幻想水滸伝III』までの間に修行で克服したため単独で使用できるようになっている。ただし、前者2作品でも特定のイベントでは紋章の力を使用している。

#### 真なる土の紋章
- 継承者 - ササライ→（破壊者によって強奪）→ササライ
- 眷属 - 土の紋章・大地の紋章・大地剣の紋章

ハルモニア神聖国の神官将ササライが宿している紋章。ササライはハルモニア神聖国の神官長ヒクサクのクローンであり、「真なる土の紋章」の器として生み出されている。

### 生と死を司る紋章（ソウルイーター）
- 継承者 - 隠された紋章の村の村長→テッド→霧の船の導者→テッド→『I』主人公
- 眷属 - 闇の紋章

名前のとおり「生」と「死」を司る紋章。宿主と親しい者の魂を喰らい、宿主の思惑とは関係なく戦乱を巻き起こす呪いを持つ。継承は継承者の意思で行われる。長く隠された紋章の村で保管されていたが、太陽暦150年ごろにテッドが継承している（幻想水滸伝シリーズのキャラクター一覧の「テッド」を参照）。

### 太陽の紋章
- 継承者
  - 太陽の紋章 - （ファレナ女王家が太陽宮で保管）→アルシュタート・ファレナス→（ゴドウィン家が太陽宮で保管）→（マルスカール・ゴドウィンが強奪）→ファレナ王家
    - 黎明の紋章 - （ファレナ女王家が東の離宮で保管）→（サルム・バロウズが強奪し、バロウズ邸の地下室で保管）→『V』主人公 （→ファレナ女王家が東の離宮で保管）
    - 黄昏の紋章 - （ファレナ女王家が西の離宮で保管）→（ゴドウィン家が西の離宮で保管）→アレニア→（ゴドウィン家が西の離宮で保管）→サイアリーズ→リオン （→『V』主人公orファレナ王家）

ファレナ女王国を建国したシンダル族出身の女王が、聖地ルナスに降臨した際に宿していたとされる。「夜の紋章」と対となる存在として生まれたが、「夜の紋章」に疎まれ、剣となった「夜の紋章」に絆を断ち切られている。この時切られた絆の残滓から、「太陽の紋章」を支える2つの紋章「黎明の紋章」と「黄昏の紋章」が生まれたとされる。「黎明の紋章」と「黄昏の紋章」は真の紋章ではないものの、世界に1つずつしか存在せず、一般の紋章とは一線を画した力を持つ。
「太陽の紋章」は真の紋章でも最も強く顕在化した力を持つ紋章であるが、感情を制御できなくなる呪いを持つ（滅びの光と、生命を育む光の二面を持つ）。本来は「夜の紋章」がバランスを執る役割を持つが、絆が断ち切られてからは「黎明の紋章」と「黄昏の紋章」がそれぞれ制御と鎮静の役割を担っている。
ファレナ女王国では、平時は「太陽の紋章」は太陽宮、「黎明の紋章」と「黄昏の紋章」は東西の離宮で管理しており、次期女王が婚姻に際して一時的に宿すことが慣わしとなっている（幻想水滸伝シリーズの世界観の「ファレナ女王国」を参照）。
なお、「黎明の紋章」と「黄昏の紋章」は真の紋章ではないため、力のある紋章師であれば誰にでも宿すことができるが（本来の力は発揮されない）、「黄昏の紋章」には宿主の命を削る特性があり、いずれの紋章も宿主は不老とはならない。

### 月の紋章
- 継承者 - シエラ・ミケーネ→（蒼き月の村で保管）→ネクロード→シエラ・ミケーネ

蒼き月の村を拓いた吸血鬼の始祖シエラ・ミケーネが宿していた紋章で、宿主から血を与えられると吸血鬼になる（血を吸われると吸血鬼になるというのは迷信だと外伝でシエラがナッシュに語っている）。宿主の精神に異常を引き起こす呪いがあるため、シエラは長い年月を深い森で1人で過ごしていた。
通常吸血鬼は人間の血を吸うことでしか生き長らえる手段が存在しないが、「月の紋章」の力を享受されることでその必要性がなくなり、宿主および「夜の紋章」（星辰剣）以外の一切の攻撃を受け付けなくなる。太陽暦78年ごろに蒼き月の村からネクロードが盗み出したため、シエラ以外の吸血鬼はほぼ全滅してしまった。

### 覇王の紋章
- 継承者 - ルーグナー家

赤月帝国初代皇帝クラナッハ・ルーグナーが、ハルモニア神聖国から独立して建国する際に入手している。以降、ルーグナー家が代々継承しており、最後の皇帝バルバロッサ・ルーグナーは竜王剣に宿していた。他の紋章の力を無効化する能力を持ち、所有者を三つ首の黄金竜に変える能力を有する。

### 始まりの紋章
- 継承者
  - 輝く盾の紋章 - ゲンカク→（トトの村の祠で保管）→『II』主人公（→「始まりの紋章」となって『II』主人公）
  - 黒き刃の紋章 - ハーン・カニンガム→（トトの村の祠で保管）→ジョウイ・アトレイド（ジョウイ・ブライト）（→「始まりの紋章」となって『II』主人公）
- 眷属
  - 輝く盾の紋章 - 盾の紋章

創世の物語で生まれた「剣」と「たて」の兄弟に由来する。本来は1つの状態で真の紋章に数えられるが、「輝く盾の紋章」と「黒き刃の紋章」の2つに分かれている時は、創世の物語に倣い近しい2人が宿して争う事になる。
輝く盾の紋章の効果は回復が主だが、黒き刃の紋章はその名の通り攻撃しか出来ない。また、作中で輝く盾の紋章は洛帝山の魔法の霧を排除したり、ティント坑道でのネクロードとゾンビ達の襲撃の際にネクロードの月の紋章を無効化にした。
また、2つに分かれた状態では不老とはならず徐々に宿主の命を削る呪いを持つが、紋章に認められた場合は分かれた状態であっても呪いを受けることはなくなる（ベストエンディングはこの状態を指す）。

### 罰の紋章
- 継承者 - （オベル王国の遺跡で石化した男）→オベル王国王妃→※→ラクジーの父→※→グレアム・クレイ→クレイの息子→※→スティール→ブランド→グレン・コット→『IV』主人公（※印は、1人以上いる可能性があることを示す）
- 眷属 - 断罪の紋章

「償い」と「許し」を司る紋章。使用するたびに宿主の命をじわじわと削る呪いを持っているが、償いの期間が終わり、許しの期間に入ると呪いを受けることはなくなる。また、紋章には過去の宿主の記憶が残されている。宿主が死亡した際に、近くにいる者の中から継承者が選定される。紋章を使用した際の破壊力は凄まじく、太陽暦300年ごろに赤月帝国とクールーク皇国の国境の村の住民を皆殺しにした「人間狩り事件」はこの紋章が原因であった（『幻想水滸伝IV』の「グレアム・クレイ」を参照）。

### 変化の紋章
- 継承者 - シンダル族

シンダル族が所有しているとされる紋章。宿主は定住する事が出来ない呪いを持つため、シンダル族は各地を転々としていたとされている。

### 門の紋章
- 継承者
  - 表 - ウィンディ→行方不明
  - 裏 - レックナート
- 眷属 - 蒼き門の紋章

異世界との門を開く紋章。門の紋章の一族が代々守っていたが、太陽暦70年ごろにハルモニア神聖国の侵攻により一族が虐殺されたとき、生き残ったウィンディとレックナートがそれぞれ表裏の「門の紋章」を継承している。太陽暦457年の赤月帝国滅亡と同時に、ウィンディとともに表の紋章が行方不明となっている。なお、「始まりの紋章」が2つに分かれている状態では不老とならなかったのに対し、「門の紋章」は表裏の片方のみで不老となる。

### 八房の紋章
- 継承者 - ユーバー

ユーバーが宿しているとされる紋章。ユーバーが登場した『幻想水滸伝』から『幻想水滸伝III』の3作品の作中では一度も使用されておらず、詳細は不明。

### 夜の紋章
- 継承者 - ビクトール→エッジ
- 眷属 - 星の紋章

「太陽の紋章」と一対をなす存在として生まれたが、「太陽の紋章」の輝きを疎ましく思い、剣となってその絆を断ち切ってどこかへ去ったとされる。それ以来「星辰剣」として存在しており、「月の紋章」の影響下にある吸血鬼を倒す事が出来る唯一の手段であるとされている。意思を持つとされる真の紋章の中で唯一人との会話が可能である。
赤月帝国のクロン寺院の地下に長く眠っていたが、門の紋章戦争のころにビクトールによって呼び起こされている（幻想水滸伝シリーズのキャラクター一覧の「ビクトール」を参照）。

### 竜の紋章
- 継承者 - ヨシュア・レーベンハイト→ミリア

異界に住む竜を現界させる紋章。紋章の力がなければ全ての竜は死んでしまうため、代々竜洞騎士団団長が宿して守り続けている。継承は団長が死亡した場合のみ行われる。
ヨシュア・レーベンハイト（『I』）が門の紋章戦争時点（太陽暦453年）で200年近く宿し続けており、太陽暦475年までの間にミリア（『I』）が受け継いでいる。前述のとおり死亡した場合のみ継承されるために死亡したと考えられるが、継承の経緯については「ヨシュアが引退したため」との記載もある。

## それ以外の紋章

### 魔法系の紋章
宿すことで戦闘コマンド「紋章」から特有の魔法が使用可能になる紋章。基本的に魔法はLv.1から4までの4つ（紋章によってはLv.3までの3つ）が存在するが、宿したキャラクターの「魔力」の値に応じて各レベルの魔法の使用回数は異なる。

#### 固有あるいは特殊な紋章
獣魔の紋章
「獣の紋章」の眷属。いずこかの遺跡でエルンスト（『V』）に宿っており、並みの紋章師や魔法使いでは外すこともままならない。これはエルンストと紋章の相性のためか、紋章自体の特性なのかは不明。宿した人間の体を獣（エルンストの場合は豹）へ変化させるが、一定の条件下では一時的に人間に戻ることができる（『幻想水滸伝V』の「エルンスト」を参照）。
白き聖女の紋章
ユニコーンの紋章。ジークフリード（『II』）が宿している。
ドレミの紋章
ドレミの精と意思疎通できる紋章。コルネリオ（『V』）の固定紋章。Lv.1でドレミの精と心を通わせ、Lv.2以降は複数のドレミの精とともに使用する。
星の紋章
「夜の紋章」の眷属。この世にただ一つしか存在しないとされ、ゼラセ（『V』）が宿している。能力は未知数で、真の紋章に匹敵する「黄昏の紋章」の暴走を力技で抑え込むほどの能力を秘めている。
瞬きの紋章
テレポートの魔法を扱う紋章。ビッキーの固有装備だが、封印球や欠片として一般にも存在する。

#### それ以外の紋章
火の紋章・烈火の紋章
もっとも一般的な紋章の1つで、「真なる火の紋章」の眷属。全体および範囲に効果のある攻撃魔法が主体。
水の紋章・流水の紋章
もっとも一般的な紋章の1つで、「真なる水の紋章」の眷属。回復魔法が主体。
雷の紋章・雷鳴の紋章
もっとも一般的な紋章の1つで、「真なる雷の紋章」の眷属。単体攻撃魔法が主体。
風の紋章・旋風の紋章
もっとも一般的な紋章の1つで、「真なる風の紋章」の眷属。攻撃・回復・補助の各魔法のバランスで優れる。
土の紋章・大地の紋章
もっとも一般的な紋章の1つで、「真なる土の紋章」の眷属。補助魔法が主体。
蒼き門の紋章
「門の紋章」の眷属。召喚魔法を扱う。宿せる部位は額のみ。
吟遊詩人の紋章
詩で戦闘を支援する。補助効果が得られ、使用できる詩は魔力に依存するが、魔法の使用レベルは消費しない。
盾の紋章
「始まりの紋章（輝く盾の紋章）」の眷属。補助魔法と回復魔法主体。
断罪の紋章
「罰の紋章」の眷属。攻撃魔法が主体で、自分もダメージを受ける。
破魔の紋章
聖なる力を持つ紋章。
闇の紋章
「生と死を司る紋章（ソウルイーター）」の眷属。全体および範囲に効果のある攻撃魔法が主体で、即死効果も併せ持つ。

#### 組み合わせ魔法
大魔法使いのクロウリー（『I』）が開発したとされる技術で、五行の紋章の魔法を組み合わせて発動する。『幻想水滸伝V』までで『I』『II』『IV』『V』の4作品で採用されているほか、『Rhapsodia』では協力攻撃として採用されている。
発動条件は各作品で異なり、以下のとおり。
| 作品         | 紋章の組み合わせ              | 使用するレベル | 備考 |
| ------------ | ----------------------------- | -------------- | --- |
| 幻想水滸伝   | 上位の五行                    | Lv.4           | 同一ターンで2人が同時に詠唱することで発動。                                                                                                 |
| 幻想水滸伝II | 上位の五行                    | Lv.4           | 同一ターンで2人が同時に詠唱することで発動（複数候補がある場合は、行動順位上位2人）。 Lv.4を2回以上使用できるキャラクターは、1人で発動可能。 |
| 幻想水滸伝IV | 五行（上位・下位問わず）      | Lv.4           | 戦闘コマンドの「紋章」から発動。 |
| Rhapsodia    | 無関係                        | なし           | 特定のキャラクターによる協力攻撃として存在。                                                                                                |
| 幻想水滸伝V  | 上位の五行 「黎明」と「黄昏」 | 各レベル       | 戦闘コマンドの「紋章」から発動。 |

火炎陣（火と雷）
敵全体を攻撃する魔法だが、ターゲットとして選んだ敵に他よりも大きなダメージを与える。『V』では全体に同一のダメージを与える。
水竜（水と風）
味方全体を回復し、敵全体を攻撃する魔法。『V』では全体を攻撃する魔法。
雷神（雷と水）
味方全体を戦闘不能を含めて回復し、敵単体を攻撃する魔法。『V』では全体を攻撃する魔法。
焦土（土と火）
敵全体を攻撃する魔法。
風烈牙（風と土）
敵全体を攻撃する魔法。
森羅万象（黎明と黄昏）
味方全体を回復し、敵全体を攻撃する魔法。

### 特殊な技や能力を有する紋章
宿すことで戦闘コマンド「紋章」から特殊な剣技や拳技、あるいは能力などが使用可能になる紋章。基本的に魔力による使用回数の制限等はないが、『Rhapsodia』に登場する紋章に限っては魔法系と同様に魔力に応じた使用回数の制限を受ける。

#### 固有あるいは特殊な紋章
青いしずくの紋章
クラーケンの紋章。アビズボア、ルロラディア（ともに『II』）が宿している。
赤いバラの紋章
ナルシーの紋章。オーギュスタン（『III』）、ラインバッハ（『IV』『Rhapsodia』）、ジョセフィーヌ（『V』）の3人が宿している。
いたずらの紋章
ノア（『Rhapsodia』）、ルウ（『V』）の2人が宿している。『Rhapsodia』では盗む際に状態変化を起こし、『V』では敵全体を攻撃する。
一真の紋章
格闘家の紋章。ジョーカー（『III』）が宿している。
大鷹の紋章
弓使いの紋章。ジャック（『III』）が宿している。
輝く羽の紋章
虫の紋章。ルビ（『III』）が宿している。
かげろうの紋章
忍者の紋章。モンド（『II』）が宿している。
かまいたちの紋章
剣圧によって直線上を攻撃する紋章。サナエ・Y（『III』）、ハヅキ（『V』）の2人が宿している。
からくりの紋章
からくり師の紋章。ジュッポ（『I』）、メグ（『I』『II』）、からくり丸Z（『III』）、ソレンセン（『V』）が宿している。
狂牙の紋章
獣人に変化する紋章。ボブ（『II』）が宿している。
クモ斬りの紋章
剣士の紋章。シン（『II』）が宿している。
逆鱗の紋章
体力を回復し、怒り状態となる紋章。ハレック（『III』）、ゼガイ（『V』）の2人が宿している。
こずちの紋章
打出の小槌で巨大化する紋章。ピッコロ（『III』）が宿している。
コメットの紋章
からくり師の紋章。ベル（『III』）が宿している。
さざなみの紋章
相手を毒の状態にする紋章。クイーン（『III』）が宿している。
獅子の紋章
格闘家の紋章。封印球も存在するが、パーン（『I』）、ニケア（『V』）は固定紋章として宿している。
双牙の紋章
双剣士の紋章。エース（『III』）が宿している。
双環の紋章
踊り子の紋章。カレン（『II』）が宿している。
燕（つばくろ）の紋章
飛燕の力を用いた紋章。キリル（『Rhapsodia』）が宿している。
つばめの紋章
剣士の紋章。ゲンシュウ（『II』）、リヒャルト（『V』）が宿している。
白鳳の紋章
剣士の紋章。クリス（『III』）が宿している。
隼の紋章
カナカンの剣の流派ハイア門下で、免許皆伝の証として与えられる紋章。バレリア（『I』『II』）、アニタ（『II』）、キカ（『IV』『Rhapsodia』）、ベルクート（『V』）の4人が宿している。
光る風の紋章
グリフォンの紋章。フェザー（『II』）、フーバー（『III』）が宿している。
火ふきの紋章
口から火を吹く紋章。ボルガン（『II』）が宿している。
白虎の紋章
格闘家の紋章。ワカバ、ロンチャンチャン（ともに『II』）が宿している。
広がる炎の紋章
炎を吐く紋章。ブライト（『III』）が宿している。
吠え猛る紋章
獣使いの紋章。味方のモンスターが怒り状態になる。封印球も存在するが、バド（『II』）は固定紋章として宿している。
炎の竜の紋章
格闘家の紋章。使用者もダメージを受ける。ザムザ（『II』）が宿している。
ほむらの紋章
格闘家の紋章。ロニー・ベル（『I』）が宿している。
魔人形の紋章
人形使いの紋章。メル（『III』）が宿している。
満月の紋章
ケンジ（『III』）が宿している。
乱れ竜の紋章
格闘家の紋章。オウラン（『II』）、ヤール（『V』）の2人が宿している。
猛虎の紋章
格闘家の紋章。シュン（『V』）が宿している。
もずの紋章
女性忍者の紋章。カスミ（『I』『II』）、アヤメ（『III』）、ミズキ（『IV』『Rhapsodia』）、サギリ（『V』）の4人が宿している。
八鬼の紋章
分身して3方向から攻撃する紋章。ユーバー（『III』）が宿している。
山ねずみの紋章
山ねずみを操る紋章。ミリー（『II』）が宿している。
ユニコーンの紋章
周囲を回転攻撃する紋章。セシル（『III』）が宿している。

#### 特定武器専用紋章
イッカクの紋章
槍専用の紋章。
オーガの紋章
棒専用の紋章。
オオタカの紋章
弓専用の紋章。
ゴズの紋章
斧専用の紋章。
タイタンの紋章
両手剣専用の紋章。
トンビの紋章
ナイフ専用の紋章。
バイパーの紋章
片手剣専用の紋章。
ピクシーの紋章
杖専用の紋章。
ビャッコの紋章
拳専用の紋章。
レオの紋章
爪専用の紋章。

#### それ以外の紋章
烈火剣の紋章
武器に火の属性を付与する。
流水剣の紋章
武器に水の属性を付与する。
雷鳴剣の紋章
武器に雷の属性を付与する。
大地剣の紋章
武器に土の属性を付与する。
旋風剣の紋章
武器に風の属性を付与する。
イワドリの紋章
イワドリ騎乗時のみ使用できる紋章。
カーミラの紋章
他人のステータスの値を、自分のステータスの値に置き換える。
シルフの紋章
自分のHPを消費して味方を回復する。
ツノウマの紋章
ツノウマ騎乗時のみ使用できる紋章。
ドリアドの紋章
自分のLv.1魔法の使用回数2回分を、Lv.2魔法1回分に置き換える。
ニンフの紋章
自分のステータスの値によって様々な効果を起こす。
バンシーの紋章
味方のHPを吸い取って回復。
わけみの紋章
分身攻撃ができる紋章。

### 特殊な効果を持つ紋章
戦闘コマンドで実行することなく、宿しているだけで効果を得られる紋章。『幻想水滸伝II』にのみ登場する武器専用の紋章（『II』では武器に紋章を宿せる）も便宜上ここで解説する。

#### 固有あるいは特殊な紋章
親がめの紋章
味方全員に対して、ステータス異常を50%の確率で無効化する。ゲンオウ（『V』）が宿している。
カラスの紋章
屋内戦闘での直接攻撃に対する回避率が100%になる。レーヴン（『V』）が宿している。
真神行法の紋章・神行法の紋章
フィールド画面での高速移動が可能となり、戦闘でも必ず逃げることができるようになる。「神行法」は『I』にのみ登場し、町やダンジョン内での2倍速度移動が可能となる。『II』以降はデフォルトでの2倍速度移動が可能であるため「神行法」は登場せず、また『IV』以降は「真神行法」の効果として4倍速移動が可能となっている。スタリオン（『I』『II』）、セドリック（『Rhapsodia』）、キャザリー（『V』）の3人が宿している。
魅惑の紋章
攻撃してきた敵を「魅惑」の状態にする。ジーン（『IV』『Rhapsodia』『V』）が宿している。

#### それ以外の紋章

##### ア行
怒りの紋章
常に「怒り」の状態になる。
一閃の紋章
弱いモンスターに対し、「逃がす」の代わりに「一閃」が使えるようになる。
王者の紋章
宿したキャラクターのレベルよりも弱い敵が出現しなくなる。
オオボタルの紋章
フィールドやダンジョンでの敵遭遇率がアップする。
おくすりの紋章
瀕死の仲間に自動的におくすり（あるいは特効薬）を使う。
おぼろの紋章
50%の確率で敵の物理攻撃を無効化。

##### カ行
返し刃の紋章
通常攻撃が2回攻撃になる。
覚醒の紋章
戦闘開始から4ターン後、「覚醒」の状態になる。
かめの紋章
全てのステータス異常を無効化する。
カメレオンの紋章
曜日によって属性が変化する。曜日は『Rhapsodia』のみで採用されている概念で、ミツバのみが宿している。
騎士の紋章
瀕死の仲間をかばう。
狂戦士の紋章
与えるダメージが2倍になるが、戦闘中の行動を指示できなくなる。
金運の紋章
戦闘終了時に得られる金額が2倍になる。
均衡の紋章
→ハ行 「バランスの紋章」
げき怒の紋章
一定以上のダメージを受けると「怒り」の状態になる。「怒り」の状態になった次のターンに限り攻撃力が3倍になる（通常の「怒り」は1.5倍）。
結界の紋章
魔法攻撃によって受けるダメージを20%に軽減するが、「直防」の値は0になる。
好意の紋章
武器専用の紋章。好意をもたれるほど攻撃力がアップする。
幸運の紋章
戦闘終了時に得られる経験値が2倍になる。
木漏れ日の紋章
戦闘中およびフィールド移動時に少しずつ体力が回復する。

##### サ行
疾風の紋章
「素早さ」の値をアップする。『V』では宿したキャラクターが最初に行動する。
しでんの紋章
宿したキャラクターより「素早さ」の値が低いキャラクターが、宿したキャラクターに続いて行動する。
神行法の紋章
→固有あるいは特殊な紋章 「真神行法の紋章」
スカンクの紋章
敵の攻撃のターゲットにならなくなる。他にターゲットがいない場合は例外。

##### タ行
ダウンの紋章
武器専用の紋章。敵を「ノックアウト」の状態にする確率をアップする。
力強化の紋章・力の紋章
「直守」（あるいは「避」「直防」）の値を半減し、その分「力」を強化する。
沈黙の紋章
通常攻撃に、ステータス異常「沈黙」を与える追加効果を付与する。『II』では武器専用の紋章。
手技の紋章
武器専用の紋章。40%の確率でお金を盗む。
毒の紋章・猛毒の紋章
通常攻撃に、ステータス異常「毒」「猛毒」を与える追加効果を付与する。『II』では武器専用の紋章。
どりょくの紋章
武器専用の紋章。毎ターン徐々に攻撃力がアップしていく、7ターン目には初期値の2倍（最大値）に達する。
ドレインの紋章
与えたダメージを自分の体力として吸収する。

##### ナ行
ぬりかべの紋章
防御の値が2倍になるが、「防御」以外の行動ができなくなる。
寝起きの紋章
戦闘開始時は「眠り」状態、1度でもダメージを受けると起きて「怒り」の状態になる。
眠りの紋章
通常攻撃に、ステータス異常「眠り」を与える追加効果を付与する。『II』では武器専用の紋章。

##### ハ行
倍返しの紋章・もろ刃の紋章
与えるダメージ、受けるダメージともに2倍になる。
鋼の紋章
物理攻撃によって受けるダメージを20%に軽減するが、「魔防」の値は0になる。
バケツの紋章
通常攻撃に、ステータス異常「バケツ」を与える追加効果を付与する。
バランスの紋章・均衡の紋章
「アンバランス」の状態にならなくなる。
バリアーの紋章
10%の確率（あるいは「魔力」の値に応じた確率）で魔法攻撃をはじく。
反撃の紋章
必ず反撃できるようになるが、回避の確率は半減する。
ハンターの紋章
命中率が5%、与えるダメージが1になるが、攻撃が当れば戦闘終了時に100%アイテムを落とす。『II』では武器専用の紋章。
火封じの紋章
火属性のダメージを無効化するが、水属性のダメージは倍増する。
ブーストの紋章
戦闘開始から3ターンの間大きく能力がアップするが、4ターン目に体力が1になる。
風船の紋章
通常攻撃に、ステータス異常「風船」を与える追加効果を付与する。
フェロの紋章
異性キャラクターにかばわれる確率をアップする。
必殺の紋章
クリティカル発生率を2倍にする。
火とかげの紋章
武器専用の紋章。通常攻撃に炎属性のダメージが追加され、使用者にも炎属性のダメージが跳ね返る。
ほたるの紋章
敵が優先的に狙うようになる。

##### マ行
魔力強化の紋章・魔力の紋章
「魔守」（あるいは「レジスト」「魔防」）の値を半減し、その分「魔力」を強化する。
魔力吸いの紋章・魔吸の紋章
通常攻撃に、敵の魔力を吸収してLv.1魔法の使用回数を回復する追加効果を付与する。『II』では武器専用の紋章。
見切りの紋章
カウンターの発生率を2倍にする。
水封じの紋章
水属性のダメージを無効化するが、火属性のダメージは倍増する。
猛毒の紋章
→タ行 「毒の紋章」
もろ刃の紋章
→ハ行 「倍返しの紋章」

##### ヤ行
友情の紋章
武器専用の紋章。仲間の人数が多いほど攻撃力がアップする。

##### ラ行
連刃の紋章
連続で攻撃する確率がアップするが、受けるダメージが2倍になる。

## 上記に分類できないもの
作中に登場するものの宿すことができない、あるいは敵側勢力のみが使用するために上記に分類することができないもの。
旅の封印球
幻想水滸伝シリーズ#旅の封印球を参照。
支配の紋章
別名ブラックルーン。他者に宿すことで紋章を宿した相手を洗脳し、意のままに操る紋章。ウィンディがバルバロッサ・ルーグナー、クワンダ・ロスマン、ミルイヒ・オッペンハイマー、テッド（いずれも『I』）に対して用いた。ただしバルバロッサは「覇王の紋章」の力により全く影響を受けておらず、クワンダとミルイヒも解放軍との戦いに敗れた際に紋章が焼け尽き正気を取り戻している。また、テッドに対して用いて「ソウルイーター」の奪取を目論んだが、「ソウルイーター」を宿した『I』主人公と邂逅した際にテッドと「ソウルイーター」との間にあった力の結び付きによって、紋章の呪縛から逃れた。
海の紋章片
艦船の強化に用いる紋章片。強化対象は紋章砲の射程、艦船の機動力、装甲の3つ。『IV』にのみ登場しているが、紋章あるいは封印球として存在するかの明言はされていない。
流れの紋章
船に用いることで船の速度を強化する紋章。ファレナ女王国のラフトフリートで用いられており、この紋章によってログ（『V』）の船はラフトフリートでも有数の高速船となっている。